# دهستان جویم
دهستان جویم، یکی از دهستان‌های بخش مرکزی شهرستان جویم در استان فارس ایران است. مرکز این دهستان، روستای منصورآباد است.

## جمعیت
بر پایه سرشماری عمومی نفوس و مسکن در سال ۱۳۹۵، جمعیت دهستان جویم برابر با ۴٬۸۶۹ نفر بوده‌است.